# Candelária
Candelária es un municipio brasileño del estado de Rio Grande do Sul.
Se encuentra ubicado a una latitud de 29º40'09" Sur y una longitud de 52º47'20" Oeste, estando a una altitud de 57 metros sobre el nivel del mar. Su población estimada para el año 2004 era de 30.577 habitantes.
Ocupa una superficie de 940,11 km².

## Paleontología
Esta ciudad pertenece a geoparque de Paleorrota.

### Museo
- Museo Aristides Carlos Rodrigues

- Datos: Q1786799
- Multimedia: Candelária (Rio Grande do Sul) / Q1786799

1. ↑  Worldpostalcodes.org,código postal n.º 96930-000.